# Bruichladdich (Ort)
Bruichladdich [ˌbɹʊːɘχˈladi(ç)], schottisch-gälisch: Bruach a’ Chladaich, ist ein kleines Dorf auf der schottischen Insel Islay und liegt somit in der Council Area Argyll and Bute. Es ist an der Westküste von Loch Indaal, gegenüber von Bowmore, dem Hauptort der Insel, gelegen. Port Charlotte ist etwa drei Kilometer südlich gelegen. Der Fährhafen in Port Askaig ist etwa 21 km, der Anleger in Port Ellen etwa 27 km entfernt.
Bruichladdich ist schottisch-gälisch, durch Kontraktion aus Bruach a’ Chladaich (flaches Hangufer an der Küste = flache Hangküste) entstanden (abgeleitet von ‘bruach’ – Ufer mit leicht steilem Anstieg, kurzer Hang und ‘cladach’ – Küste) und bezeichnet den erhobenen Strand auf der Hebriden-Insel Islay an der stürmischen schottischen Westküste.
Mit der Whiskybrennerei Bruichladdich hat eine bedeutende Destillerie ihren Sitz in Bruichladdich. Die 2005 gegründete Kilchoman-Brennerei liegt etwa sechs Kilometer entfernt.

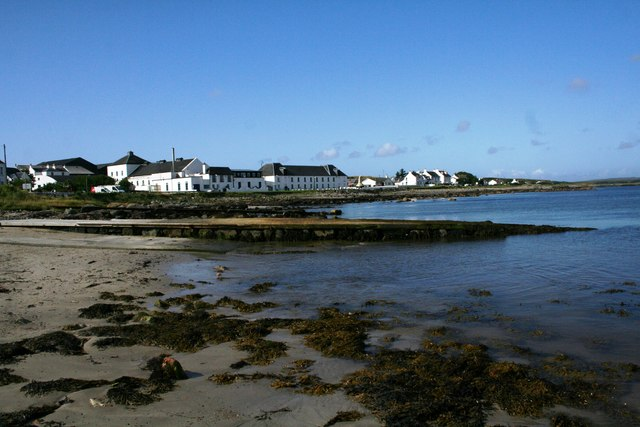
Gebäude in Bruichladdich
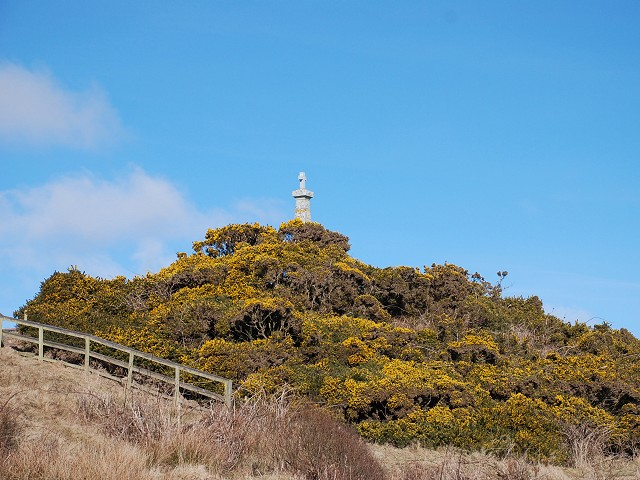
Kriegerdenkmal bei Bruichladdich
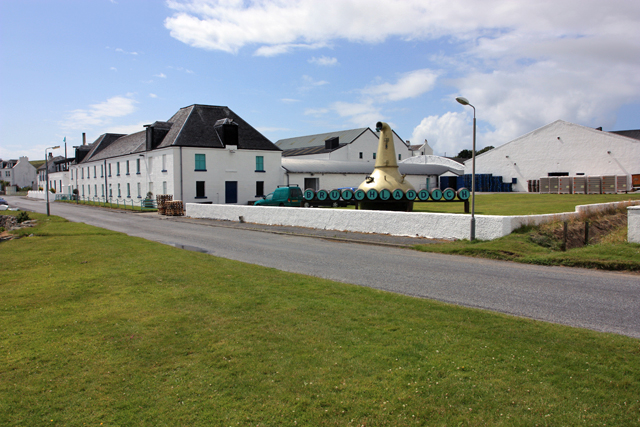
Gebäude der Bruichladdich-Brennerei